# 卡萨尔莫拉诺
卡萨尔莫拉诺（義大利語：Casalmorano），是意大利克雷莫纳省的一个市镇。总面积12平方公里，人口1681人，人口密度140.1人/平方公里（2009年）。国家统计（ISTAT）代码为019022。